# 軌保博光
軌保 博光（のりやす ひろみつ、1968年2月2日 - ）は、日本の映画監督・路上詩人、元お笑い芸人である。軌保白井博光の名義を使用していた時期もある。2002年以降はてんつくマンの名義で活動している。

## 来歴
兵庫県姫路市出身。滋賀県立湖南農業高等学校を卒業した。
1987年、吉本総合芸能学院（大阪校）に入学する。同期の山崎邦正（現・月亭方正）と「GSX（ガスペケ）」を結成しデビューする。東京進出時に「TEAM-0」に改名。ダウンタウンの番組を中心にテレビに出演した。
1991年に映画製作に興味を持つようになり、1993年にコンビを解散した。1994年、「やりたいことが見つかった」と吉本興業を退社して映画製作の道に入る。1995年、Vシネマ『OLの性3』で、脚本・監督として出発。役者としては1994年から1996年にかけて『新宿欲望探偵、縄師事件簿』（V）、『校内写生'96』など多くのVシネマ、映画に出演した。
1996年、ミュージシャン谷口宗一とともにTEAM-Bとして映画製作を行う他、1998年には1か月連続毎日フルマラソン（42.195キロ）を完走した。
この時期に路上詩人として「あなたを見てインスピレーションで言葉を書きます」という有料パフォーマンスを行い、『ブロードキャスター』などの報道ワイドショー番組で取り上げられる。
ただ、この活動に関して明石家さんまは、爆笑問題のラジオにゲストとして出演した時に、「あいつ、“言葉”を最初から考えていて、「うかびました!」って言うてたんやろ」と言っている。
1999年8月に渋谷ロフトにおいて初の個展を開く。同年10月、TBSラジオ『のりやすの吉祥寺楽観主義』の放送がスタートし、『週刊アスキー』での連載を始める。
2000年1月に東京八重洲地下街での個展が八重洲地下街イベントの動員記録を達成した。同年4月、TBSラジオ『のりやすの答』が放送開始。8月に『ザウルス』にて「軌保の楽しんでなんぼ」の連載を開始した。
2001年公開の『光の雨 (映画)』で山本太郎演じる俳優が路上パフォーマンスで見せる筆文字を担当した。
2002年に「てんつくマン」と改名、「天国を創るニューヒーロー!?」と名乗る。NGO「MAKE THE HEAVEN」を結成し、環境保護活動などを始める。2003年、映画『107+1～天国はつくるもの～』を製作し、以後2年間で観客動員5万人を突破した（2007年現在8万人）。2004年には地球温暖化防止を掲げ、飛行機をチャーターして中国で植林事業を行うNGO活動を発足させた。
2006年より小豆島を舞台に『107+1～天国はつくるもの』の続編の撮影を開始し、2009年に『107+1～天国はつくるもの。～part2』として公開された。
2007年、地球温暖化防止を呼びかけた「豪快な号外」を発行し、配布するプロジェクトTEAM GOGO! 2007を主催する。

## 人物
感情移入しやすい性格。ピュアで涙を流しやすい性格を島田紳助から気に入られ、松本人志以上の天才が入ってきたと評されていた（松本はこの評価に関して、「紳助兄やんのスカウターが狂っていただけ」としている）。
近年は「プロゴルファーを目指す」と発言し、ゴルフにいそしむ姿をブログに掲載している。また、「発明王」とも名乗っている。
「てんつくマン」名義での活動を始めたころから小豆島に居住していたが、現在は沖縄県南城市に在住。認可外保育施設「おなかの中から保育園」やフリースクール「ミライワライ」などを運営している。

### ネットワークビジネス（連鎖販売取引）とのつながり
アムウェイやナチュラリー・プラスなどの愛用者であることをブログなどで公表しており、ネットワークビジネスを正当化する発言も行っている。2006年にはナチュラリープラス（NP）会員だけの大規模集会で司会役をつとめた。また、後述の豪快な号外においてNPのトップ・ディストリビュータ池松耕次がてんつくマンの活動にいち早く同意し、呼びかけ人の一人となっている。

### 「豪快な号外」配布活動
かねてより環境保護活動にも熱心で、2007年には「豪快な号外」というタイトルで、環境保護を訴える新聞形式の意見広告を、目標4900万部という規模で支援者らが様々な場所で配布活動を行ったという。
この「豪快な号外」は、その発行による環境負荷のみならず、本来は環境保護とは一線を画するキャンドルナイトと誤認する手法や、募金の集め方、収支決算の方法などでも批判を受けている。この件に関して軌保博光（てんつくマン）は、自身の意見を公式サイトのメッセージに掲載している。

## 出演
- 古畑任三郎 - 「間違われた男」(1996年3月6日放送) - ホテルマン役

## 著書

### 単著
「軌保博光」名義
- 『感動無き続く人生に興味なし』クラブサンクチュアリ、1999年12月、ISBN 4921132844
- 『答』クラブサンクチュアリ、1999年12月、ISBN 4921132836
- 『奇跡は路上に落ちている』角川書店、2000年05月、ISBN 4048836242

「てんつくマン」名義
- 『天国はつくるもの - 天使と戦士に贈る詩』クラブサンクチュアリ、2004年05月、ISBN 4861130182
- 『あんたの神さま』サンマーク出版、2009年3月

「てんつく」名義
- 『やさしすぎる君へ』（イラスト：いしのももこ） サンクチュアリ出版、2009年8月、ISBN 978-4861139352

### 共著
- そばにいるから - クラブサンクチュアリ、マツオミホ（絵）のりやすひろみつ（言葉）2004年05月、ISBN 4861130190（ココロネットワークス2002年刊の再刊）